# فشل مصرفي

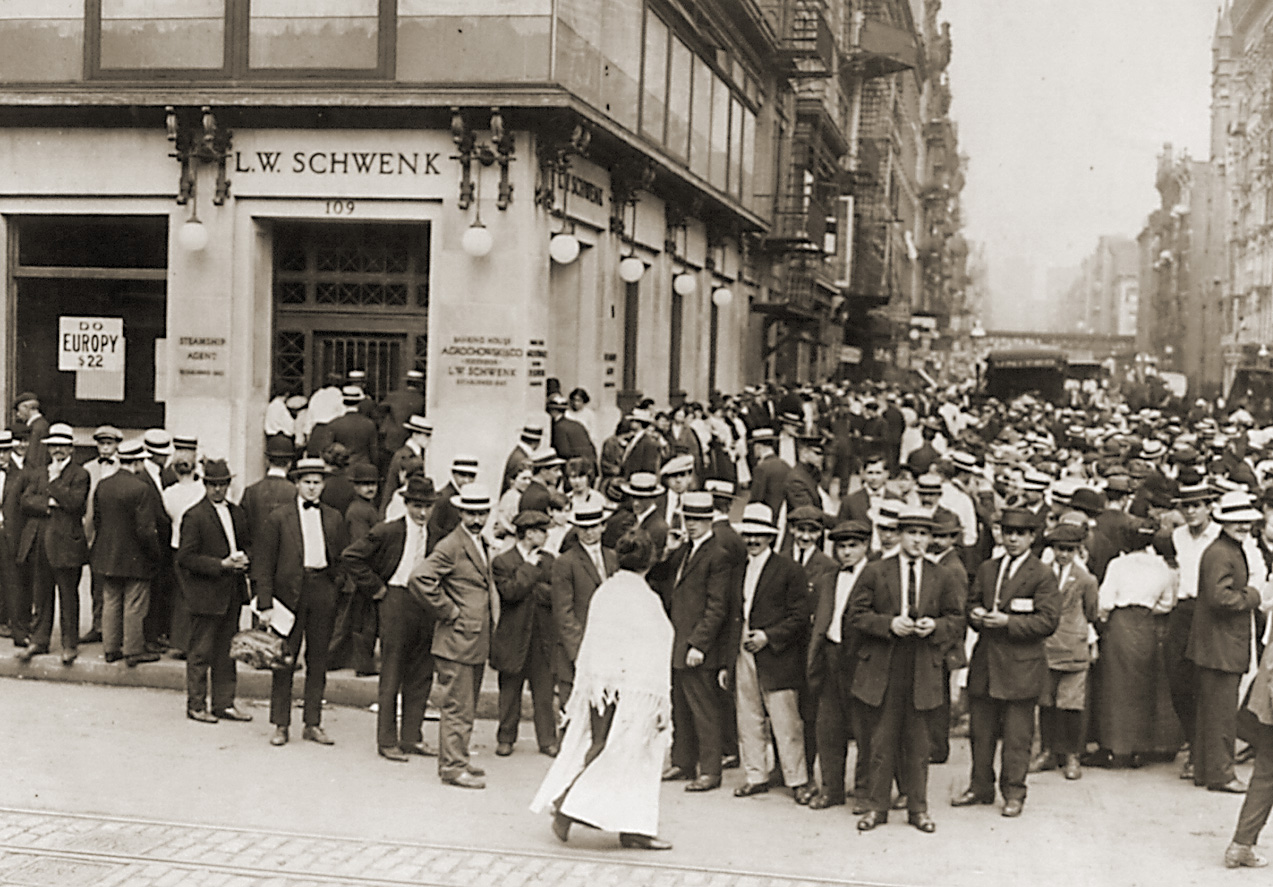
المودعون يتدفقون على مصرف منهارفي مدينة نيويورك بنك في محاولة لاسترداد أموالهم ، يوليو 1914.

يحدث الفشل المصرفي أو الإخفاق المصرفي أو الانهيار المصرفي  عندما يكون البنك غير قادر على الوفاء بالتزاماته تجاه المودعين أو غيرهم من الدائنين لأنه أصبح معسرا أو لم تعد لديه السيولة الكافية للوفاء بالتزاماته. وبالأخص، يفشل المصرف اقتصاديا في العادة عندما تنخفض القيمة السوقية لأصوله إلى قيمة أقل من القيمة السوقية لخصومه. البنك المعسر بإمكانه إما أن يستعير من غيره من البنوك ذات الملاءة، أو أن يبيع أصوله بسعر أقل من قيمتها في السوق لإيجاد المال السائل لدفع المودعين عند الطلب. يولد عجز البنوك ذات الملاءة عن إقراض المال السائل إلى البنك المعسر يخلق ذعرا مصرفيا بين المودعين، حيث يحاول المزيد من المودعين سحب ودائعهم النقدية من البنك. وبهذه الطريقة، يصبح المصرف غير قادر على تلبية طلبات جميع المودعين في الوقت المحدد. إضافة، يمكن أن تستحوذ المنظمات التنظيمية الحكومية على البنك إذا انخفضت حصة المساهمين من الأرباح (أي نسب رأس المال) تحت الحد الأدنى.
يعد فشل البنك عموما أكثر أهمية من فشل أنواع أخرى من الشركات التجارية بسبب الترابط بين المؤسسات المصرفية هشاشتها. أظهرت الأبحاث أن القيمة السوقية لعملاء المصارف الفاشلة تتأثر سلبا بتاريخ إعلان الفشل. يخشى في الكثير من الأحيان من أن تمتد آثار انهيار مصرف واحد وتنتشر بسرعة في جميع نواحي الاقتصاد، وربما يؤدي إلى فشل بنوك الأخرى، سواء كانت تلك البنوك ذات ملاءة في الوقت الذي يحاول المودعون الهامشيون سحب ودائعهم النقدية من هذه المصارف لتجنب المعاناة من الخسائر. وبهذا، فإن أثر الامتداد يمتد تأثير الذعر المصرفي أو المخاطر النظامية لديه تأثير مضاعف على جميع البنوك و المؤسسات المالية مما يؤدي إلى أثر أكبر للفشل المصرفي على الاقتصاد. ونتيجة لذلك، فإن المؤسسات المصرفية عادة ما تتعرض لتنظيم دقيق، ويعتبر الفشل المصرفي من هموم للسياسة العامة في البلدان في جميع أنحاء العالم.

## قائمة الاستحواذات الدولية على المصارف
| تاريخ الإعلان | الهدف                        | المشتري                                           | قيمة الصفقة (مليار دولار) |
| ------------- | ---------------------------- | ------------------------------------------------- | ------------------------- |
| 9-10-2007     | ABN AMRO                     | Royal Bank of Scotland Fortis Santander           | 77.230                    |
| 22-2-2008     | Northern Rock                | Government of the United Kingdom                  | 41.213                    |
| 1-4-2008      | Bear Stearns                 | JPMorgan                                          | 2.200                     |
| 1-7-2008      | Countrywide Financial        | Bank of America                                   | 4.000                     |
| 14-7-2008     | Alliance & Leicester         | Santander                                         | 1.930                     |
| 31-8-2008     | Dresdner Kleinwort           | Commerzbank                                       | 10.812                    |
| 7-9-2008      | Fannie Mae and Freddie Mac   | Federal Housing Finance Agency                    | 5,000.000                 |
| 14-9-2008     | Merrill Lynch                | Bank of America                                   | 44.000                    |
| 16-9-2008     | American International Group | United States Treasury                            | 182.000                   |
| 17-9-2008     | Lehman Brothers              | Barclays                                          | 1.300                     |
| 18-9-2008     | HBOS                         | Lloyds TSB                                        | 33.475                    |
| 26-9-2008     | Lehman Brothers              | Nomura Holdings                                   | 1.300                     |
| 26-9-2008     | Washington Mutual            | JPMorgan                                          | 1.900                     |
| 28-9-2008     | Bradford & Bingley           | Government of the United Kingdom Santander        | 1.838                     |
| 28-9-2008     | Fortis                       | BNP Paribas                                       | 12.356                    |
| 29-9-2008     | Abbey National               | Government of the United Kingdom Santander        | 2.298                     |
| 30-9-2008     | Dexia                        | The Governments of Belgium, France and Luxembourg | 7.060                     |
| 3-10-2008     | Wachovia                     | Wells Fargo                                       | 15.000                    |
| 7-10-2008     | Landsbanki                   | Icelandic Financial Supervisory Authority         | 4.192                     |
| 8-10-2008     | Glitnir                      | Icelandic Financial Supervisory Authority         | 3.254                     |
| 9-10-2008     | Kaupthing Bank               | Icelandic Financial Supervisory Authority         | 1.257                     |
| 13-10-2008    | Lloyds Banking Group         | Government of the United Kingdom                  | 26.045                    |
| 13-10-2008    | Royal Bank of Scotland Group | Government of the United Kingdom                  | 30.641                    |
| 14-10-2008    | Bank of America              | United States Federal Government                  | 45.000                    |
| 14-10-2008    | Bank of New York Mellon      | United States Federal Government                  | 3.000                     |
| 14-10-2008    | Goldman Sachs                | United States Federal Government                  | 10.000                    |
| 14-10-2008    | JP Morgan                    | United States Federal Government                  | 25.000                    |
| 14-10-2008    | Morgan Stanley               | United States Federal Government                  | 10.000                    |
| 14-10-2008    | State Street                 | United States Federal Government                  | 2.000                     |
| 14-10-2008    | Wells Fargo                  | United States Federal Government                  | 25.000                    |
| 17-10-2008    | UBS                          | Swiss National Bank                               | 65.314                    |
| 22-10-2008    | ING Group                    | Government of the Netherlands                     | 11.032                    |
| 23-11-2008    | Citigroup                    | United States Federal Government                  | 300.000                   |
| 11-2-2009     | Allied Irish Bank            | Government of the Republic of Ireland             | 3.861                     |
| 11-2-2009     | Anglo Irish Bank             | Government of the Republic of Ireland             | 13.570                    |
| 11-2-2009     | Bank of Ireland              | Government of the Republic of Ireland             | 3.861                     |
| 13-3-2012     | Alpha Bank                   | Government of Greece                              | 2.096                     |
| 13-3-2012     | Eurobank                     | Government of Greece                              | 4.633                     |
| 13-3-2012     | National Bank of Greece      | Government of Greece                              | 7.612                     |
| 13-3-2012     | Piraeus Bank                 | Government of Greece                              | 5.516                     |
| 25-3-2012     | Laiki Bank                   | Bank of Cyprus                                    | 10.812                    |
| 25-5-2012     | Bankia                       | Government of Spain                               | 20.962                    |
| 7-6-2012      | Caixa Geral de Depositos     | Government of Portugal                            | 1.780                     |
| 7-6-2012      | Millennium BCP               | Government of Portugal                            | 3.300                     |